# Большое (озеро, Андомское сельское поселение)
Большое — пресноводное озеро на территории Андомского сельского поселения Вытегорского района Вологодской области.

## Физико-географическая характеристика
Площадь озера — 2,3 км², площадь водосборного бассейна — 113 км². Располагается на высоте 33,2 метров над уровнем моря.
Форма озера продолговатая: оно более чем на два километра вытянуто с северо-запада на юго-восток. Берега заболоченные.
Через озеро течёт река Ялега, впадающая в правую протоку реки Андому, впадающей, в свою очередь, в Онежское озеро.
В северо-западную оконечность Большого впадает Кукурека.
Острова на озере отсутствуют.
Населённые пункты и автодороги вблизи водоёма отсутствуют.
Код объекта в государственном водном реестре — 01040100611102000019876.